# Србија и Црна Гора на Песми Евровизије 2006.
Србија и Црна Гора је првобитно планирала да учествује на Песми Евровизије 2006. са песмом "Моја љубави" коју су написали Милан Перић и Далибор Недовић. Песму је извео бенд Но Нејм, који је раније представљао Србију и Црну Гору на Песми Евровизије 2005. године где су са песмом "Заувијек моја" пласирали на седмо место у финалу. "Моја љубави" првобитно је изабрана за победника комбинацијом гласова осмочланог жирија и јавног телегласа, међутим УЈРТ није признао резултате због контроверзи око тактичког гласања црногорског жирија.
Као један од десет најбоље пласираних на такмичењу 2005. Србија и Црна Гора су се директно квалификовале за такмичење у финалу Песме Евровизије које је одржано 20. маја 2006. Међутим, Србија и Црна Гора је уклоњена из такмичења 20. марта јер УЈРТ није могао да поднесе пријаву до рока за подношење, а празно место у финалу заменила је Хрватска.

## Позадина
Унија јавних емитера Србије и Црне Горе, Удружење јавних радија и телевизије (УЈРТ), организује процес селекције за улазак нације код одговарајућих емитера Србије и Црне Горе, Радио телевизије Србије (РТС) и Радио и телевизије Црне Горе (РТЦГ), преносећи догађај у оквиру својих република. УЈРТ је потврдио своје намере да учествују на Песми Евровизије 2006. 23. новембра 2005. Током 2004. и 2005. године, за одабир њихове пријаве коришћено је национално финале Европесма-Еуропјесма, процедура која је настављена за селекцију пријаве за 2006. како је најављено заједно са потврдом учешћа. 

## Пре Евровизије

### Монтевизија 2006.
Монтевизија 2006. је била друго издање Монтевизије. Служило је као црногорско полуфинале за избор српско-црногорске пријаве за Песму Евровизије 2006. у Атини, Грчка. Конкурисало је 20 песама, а девет жирија – 8 чланова жирија и јавно телегласање одредили су дванаест песама за пласман у финале Европесма-Еуропјесма.

### Беовизија 2006.
Беовизија 2006. је била 4. издање Беовизије. Финале је одржано 10. марта 2006. године у Сава центру у Београду. На конкурсу Беовизија 2006. конкурисале су 23 песме. Девет жирија – 8 чланова жирија и јавно телегласање одредили су дванаест песама за пласман у финале Европесма-Еуропјесма.

### Европесма-Еуропјесма 2006. године
Два емитера у Србији и Црној Гори, српски емитер РТС и црногорски емитер РТЦГ, извршили су одвојене селекције како би одабрали двадесет четири пријаве за пласман у национално финале: РТС је 10. марта 2006. организовао Беовизију 2006. на којој су се такмичиле двадесет три песме, док је РТЦГ 24. фебруара 2006. организовала Монтевизију 2006. са двадесет пријављених. 
Финале је одржано 11. марта 2006. где су се такмичиле двадесет четири песме. Победничка песма "Моја љубави" у извођењу Но Нејма одлучена је комбинацијом гласова жирија и јавности Србије и Црне Горе путем телегласања. 

### Контроверзе
Европесма-Еуропјесма 2006. поново је имала исти образац гласања жирија из обе републике. Упркос томе што су били победници ТВ гласања, српски победник Беовизије 2006. Фламингоси са Луисом и другопласирана Ана Николић, нису добиле ниједан поен од црногорског жирија, док је Но Нејму, који се пласирао трећи на јавном гласању, српски жири доделио осам поена што им је било довољно да остваре још једну победу уз помоћ четири црногорска чланова жирија који су им доделили  максималне бодове (српским извођењима су доделили око 1 /10 њихових гласова).  Схвативши да фаворити неће победити, публика је почела да напушта догађај док је преостала публика звиждала и бацала предмете на бину. Публика је потом поздравила Фламингосе и Луиса на сцени док су изводили своју песму са осталим српским извођачима. 

## Повлачење
Убрзо након такмичења, РТС је одржао конференцију за новинаре на којој је саопштено да су двојица српских чланова жирија који су доделили бодове Но Нејм-у, Милан Ђурђевић и Зоран Дашић, повукли гласове у спору о тактичком гласању црногорског жирија.  Извршни одбор УЈРТ-а је касније издао саопштење у којем се наводи да нису прихватили победу Но Нејм-а јер је гласање прекршило основаност такмичења, иако није проглашено нерегуларним. 
Дана 20. марта, крајњег рока за подношење пријава за Песму Евровизије 2006. године, ЕБУ је саопштио да ће Србија и Црна Гора бити уклоњене са такмичења због тога што УЈРТ није на време поднео пријаву.  